# Samsung Internet
Samsung Internet Browser (o simplemente Samsung Internet o S Browser) es un navegador web móvil para teléfonos inteligentes y tabletas desarrollado por Samsung Electronics. Se basa en el proyecto Chromium de código abierto. Está preinstalado en dispositivos Samsung Galaxy. Desde 2015, ha estado disponible para su descarga desde Google Play, y recientemente también está disponible para su reloj inteligente basado en Tizen a través de Samsung Galaxy Store. Samsung estimó que tenía alrededor de 400 millones de usuarios activos mensuales en 2016. Según StatCounter, tenía una cuota de mercado de alrededor del 4,98% (entre el 53,26% para todas las variantes de Chrome) alrededor de mayo de 2018.
La mayoría de las diferencias de código con el código base estándar de Chromium se introdujeron para admitir hardware específico de Samsung, como Gear VR y sensores biométricos.

## Historia
Samsung Internet reemplazó el navegador estándar de Android como predeterminado en los dispositivos Samsung Galaxy en 2012. A principios de 2013, se decidió basar el navegador en Chromium, y la primera versión basada en Chromium se envió con un modelo S4 más tarde ese año.
| Versión            | Versión Chromium | Fecha de lanzamiento                              | Notas |
| ------------------ | ---------------- | ------------------------------------------------- | --- |
| Versión 4          | Chromium 44      | Principios de 2016                                | modo secreto, tarjetas de contenido, un video flotante, una función de historial de video, web push, trabajadores de servicio, pestañas personalizadas y una extensión de bloqueo de contenido. |
| Versión 5          | Chromium 51      | 16 de diciembre de 2016                           | pago web y un asistente de video mejorado. |
| Versión 5.4        | Chromium 51      | Beta: marzo de 2017, Estable: mayo de 2017        | navegación de pestañas con un gesto de deslizar, un menú rápido, una página de navegación mejorada (solo en China) y una IU de estado del bloqueador de contenido (en el menú). |
| Versión 6.2        | Chromium 56      | 30 de octubre de 2017                             | modo de alto contraste y modo nocturno. |
| Versión 6.4        | Chromium 56      | 19 de febrero de 2018                             | administrador de descargas y Bluetooth web habilitado de forma predeterminada. |
| Versión 7.2        | Chromium 59      | 7 de junio de 2018                                | WebGL2, Intersection Observer, Web Assembly y navegación protegida. |
| Versión 7.4        | Chromium 59      | 19 de agosto de 2018                              | Autenticación con Intelligent Scan, un modo de lectura personalizado y mejoras en el historial de descargas. |
| Versión 8.2        | Chromium 63      | 21 de diciembre de 2018                           | Administrador de descargas mejorado, modo de lectura mejorado, corrección de errores y estabilización, y sincronización de acceso rápido a través de Smart Switch. |
| Versión 9.2        | Chromium 67      | 2 de abril de 2019                                | eliminó la extensión de "asistente de video" que se agregó en versiones anteriores como un "menú rápido", agregando un ícono de aplicación rediseñado, una interfaz de usuario rediseñada y su respectivo manejo con una sola mano, Smart Anti-Tracking, una opción para activar Guardar todas las imágenes, así como corrección de errores y estabilización.                                                                                  |
| Versión 9.2.10.15  | Chromium 67      | 19 de mayo de 2019                                | una función de búsqueda de +10 y -10 segundos para videos web de YouTube, uso optimizado de RAM y corregido dos errores que afectaban al modo oscuro y al inicio de sesión automático de Iris en el modo DeX. |
| Versión 9.4        | Chromium 67      | 22 de julio de 2019                               | un lector de código QR, un administrador de pestañas para dispositivos de tableta, un administrador de notificaciones para empujes web, navegación del historial en cada pestaña, control de reproducción automática de video, una función de cambio de nombre mientras se hace "agregar a la pantalla de inicio" y una función de pausa / reanudar para "Guardar todas las imágenes", además de la corrección de errores y la estabilización. |
| Versión 10.1.00.27 | Chromium 71      | 8 de septiembre de 2019                           | Sincronización de datos de acceso rápido y una interfaz de usuario aún más refinada, que incluye corrección de errores y estabilización. |
| Versión 10.1.01.3  | Chromium 71      | 3 de octubre de 2019                              | Se corrigieron errores que afectaban a la duplicación en Marcadores, Historial y Páginas guardadas para idiomas de derecha a izquierda y se refinó nuevamente la interfaz de usuario. |
| Versión 10.2.00.53 | Chromium 71      | 24 de noviembre de 2019                           | Asistente de video, un ícono de Contáctenos, una función que permite qué aplicaciones usan Samsung Internet, un menú personalizable, un administrador de pestañas renovado, una interfaz de usuario nuevamente refinada, un modo de alto contraste mejorado y corrección de errores y estabilizaciones. |
| Versión 10.2.01.10 | Chromium 71      | 14 de enero de 2020                               | un video opcional Picture-In-Picture, habilitado para huellas digitales Fácil inicio de sesión en el modo independiente Samsung DeX, una captura de desplazamiento mejorada y corrige fallas causadas por ciertas condiciones. |
| Versión 11.1.1.52  | Chromium 75      | 25 de febrero de 2020                             | Extensiones del navegador (que requieren Android Marshmallow o posterior y una cuenta de Galaxy Store), un botón y una interfaz de usuario para ir al principio rediseñados, acceso rápido, corrección de errores y estabilización, y mejora del rendimiento. |
| Versión 12.0.1.47  | Chromium 79      | 19 de junio de 2020                               | Abra enlaces en modo secreto desde el menú contextual, más aplicaciones de administración de contraseñas pueden autocompletar ID y contraseñas, y mejoras de estabilidad y seguridad. |
| Versión 13.0.1.64  | Chromium 83      | 19 de noviembre de 2020                           | Ocultar la opción de barra de estado para Infinity Display, Protección inteligente mejorada, Soporte adicional de gestos en Video Assistant |
| Versión 14.0.1.62  | Chromium 87      | Beta: marzo de 2021, Estable: 17 de abril de 2021 | Panel de control de seguridad para privacidad mejorada, aplicar la configuración de fuente del dispositivo a las páginas web (en Labs), Anti-Tracking inteligente mejorado (v3.0) |
| Version 15.0.2.47  | Chromium 90      | Beta: julio de 2021 Estable: 28 de agosto de 2021 | Presenta Smart Protection, una tecnología para proteger a los usuarios contra las huellas dactilares. Búsqueda rápida y Navegación rápida para facilitar la búsqueda de información desde la pantalla de inicio. |

## Soporte
La última versión (v6.2) de Samsung Internet es compatible con todos los teléfonos con Android 5.0 y superior.
Anteriormente, (v5.0) Samsung Internet solo era compatible con los teléfonos Samsung Galaxy y Google Nexus con Android 5.0 y superior.

## Características
- Extensiones de bloqueo de contenido[32]
- Integración de Gear VR y DeX[33]
- Soporte de KNOX
- Navegación de pestañas con hasta 50 pestañas, donde al abrir la pestaña 51 se cierra la pestaña más temprana.[34]
- Sincronización de marcadores y bloqueo
- Modo de lectura
- Páginas guardadas
- “Modo secreto” y autenticación biométrica[35] (No disponible en dispositivos activados por Knox, que se desactiva mediante el hardware eFuse al desbloquear el cargador de arranque[36])
- Inicio de sesión automático seguro en la Web
- Funciones SPen
- Encontrar en las páginas
- Soporte para trabajadores de servicio y Push API
- Modo oscuro
- Menú Personalizar
- Asistente de video
- Escáner de código QR
- Anti seguimiento inteligente[37]

La función de páginas guardadas ha sido criticada por la falta de portabilidad de los datos, debido a que las páginas se almacenan en un directorio bloqueado desde el cual el usuario no puede exportarlas ni realizar copias de seguridad de ellas.